# Tander Car
Tander Car Indústria e Comércio de Veículos Ltda., anfangs Thunderbuggy, war ein brasilianischer Hersteller von Automobilen.

## Unternehmensgeschichte
Das Unternehmen aus São Paulo vertrieb zunächst VW-Buggies von Glaspac. 1975 begann die Produktion von Automobilen. Der Markenname lautete Tander. 1981 endete die Produktion, als L’Automobile Distribuidora de Veículos das Unternehmen übernahm.

## Fahrzeuge
Das erste Modell war eine Nachbildung des Sportwagens Bugatti Type 35 von 1927. Die Basis bildete ein ungekürztes Fahrgestell von Volkswagen do Brasil. Darauf wurde eine offene türlose Karosserie aus Fiberglas montiert. Ein luftgekühlter Vierzylinder-Boxermotor mit 1500 cm³ Hubraum im Heck trieb die Hinterräder an. Hiervon konnten monatlich fünf Fahrzeuge entstehen.
1976 folgte mit dem Modellnamen Royale eine weitere Bugatti-Nachbildung, allerdings nicht des Bugatti Royale. Die zweitürige Karosserie war insbesondere im Frontbereich anders gestaltet.
Zur gleichen Zeit vertrieb das Unternehmen die Glaspac-Buggies unter eigenem Markennamen als Tander Buggy, kurz TB, und ab 1978 als Tander Car. Ein Pick-up auf dieser Basis war zumindest geplant.
Ebenfalls 1978 kam die Nachbildung eines Ford Modell A von 1929 auf den Markt. Das Phor 1.6 genannte Modell hatte ebenfalls einen VW-Motor im Heck.